# SS-083 도산안창호
SS-083 도산 안창호(ROKS Dosan Ahn Chang-ho)는 대한민국 해군의 도산 안창호급 잠수함의 1번 함이다.

## 역사
2018년 9월 14일 진수하였다. 시험 운행을 거쳐 2022년 1월 실전 배치될 계획이다.
대우조선해양이 2014년부터 건조에 착수해 4년 만에 완성했다. 탄도 미사일과 어뢰 등 무장을 제외한 잠수함 건조 비용만 1조원에 달한다.
국방과학연구소(ADD)와 포스코는 공동으로 자체 개발한 HY80강을 209급 잠수함 7번함인 이순신함 압력 선체에 처음 사용했다. 크롬과 몰리브덴을 첨가하고 HY80강보다 니켈을 0.25% 더 함유한 합금강인 HY100강은 최대 잠항심도 610m로, 214급 잠수함의 압력 선체 외관과 프레임 건조에도 사용됐고 도산 안창호함 압력 선체에 적용됐다.
미국에서 18척의 버지니아급 잠수함 건조 예산 290억 달러(34조원)로 AIP 장착 디젤 잠수함 30척을 건조하자는 주장이 나오고 있다. 척당 1조원 정도의 AIP 디젤 잠수함은 안창호급을 말한다.

## 특징

### 선실
한국 해군 최초로, 잠수함 승무원 1인당 1개의 침대가 제공된다. 그동안 1200톤 장보고급 잠수함과 1800톤 손원일급 잠수함에서는 여러 명이 1개의 침대를 사용했다. 잠수함에서는 식량 적재 공간이 매우 중요한데, 그만큼 식량을 많이 탑재할 수 있다는 의미이다.

### 어뢰 발사 시스템
안창호급은 영국의 아스튜트급 공격 원자력 잠수함이나 스페인의 S-80 공격 잠수함에도 채택된 바 있는 공기 터빈 펌프형 압축수 발사관을 채택했다.함체 내의 공기를 터빈이 빨아들여서 압축한 뒤 고압의 물이 어뢰를 밀어내는 방식이라 연속적으로 어뢰를 발사할 수 있으며 소음이 가장 적은 방식이라는 장점이 있다.

### VLS
안창호함은 2018년 현재 세계 유일의 VLS 탑재 디젤 잠수함이다. 러시아 아무르급 잠수함, 조선민주주의인민공화국 신포급 잠수함 등 VLS 탑재 디젤 잠수함이 제안되거나 비공개 모델이 있다고는 하지만, 실제로 공개적으로 진수된 것은 최초이다. 예전에 퇴역한 모델로는 러시아 골프급 잠수함이 있다. 유엔 안보리 상임이사국 5개국 이외에 SLBM을 보유한 나라는 인도 뿐이다. 아리한트급 잠수함에 SLBM을 탑재했다. 조선민주주의인민공화국은 아직 공식적으로 SLBM 보유국으로 인정받지는 못하고 있다.
안창호함의 VLS 직경, 길이 등의 제원이 알려지지 않았다. 발사관 크기를 알아야, 탑재하는 SLBM의 사거리 등을 추정할 수 있다.
2021년 7월 7일, 바지선 이용 SLBM 수상 사출 기술 시험 완료했으며, 국방부는 사실상 성공한 것으로 전해졌다.

### 리튬전지
안창호함은 납축전지를 사용하지만, 4번 함부터는 삼성SDI의 리튬이온 배터리를 사용할 것이다. 2,000cc 승용차 100대 분의 자동차 배터리가 탑재된다. 2017년 3월 23일 방위사업청은 삼성SDI에 시제품 제작을 할 것을 결정했다.
2018년 현재 세계적으로 운용되는 잠수함은 크게 재래식 잠수함과 핵 잠수함으로 나뉜다. 재래식 잠수함은 내연기관과 축전지를 사용하여 움직이는 잠수함을 의미한다. 재래식 잠수함은 잠항 중에는 축전지와 전기 모터를 사용하여 추진하고, 주기적으로 부상하여 스노클링으로 디젤 엔진을 통해 발전기를 돌려 축전지를 충전한다. 따라서 축전지의 용량이 더 클수록 더 오랜 시간 스노클링 없이 잠항이 가능하다. 일반적으로 지금까지의 축전지는 안정상 이유 등으로 납축전지를 탑재했는데 도산 안창호급 Batch-II부터는 리튬 전지로 납축전지를 대체한다는 것이다. 납축전지에서의 리튬 전지로의 전환은 축전지만을 이용한 잠항시 약 1.5배 정도로 잠항 시간을 늘려줄 수 있다.
안창호함의 주된 경쟁자인 일본 소류급 잠수함 배치2는 납축 전지를 리튬 이온 배터리로 교체하면서, 스털링 기관을 이용한 AIP를 제거할 예정이다. 소류급은 스웨덴 코쿰스사의 4V-275R Mk2 스털링 기관 4기를 라이선스해 탑재하고 있었지만, 큰 배수량에 비해 낮은 출력과 왕복 기관인 스털링 엔진의 발열 및 진동으로 인한 소음, 출력에 비해 큰 부피 등의 문제로 인해 AIP 시스템을 제거하고 대용량 리튬 이온 배터리를 통해 이를 극복할 계획이다.
2018년 11월, 방위사업청은 삼성SDI를 포함한 6개 전문업체와 5개 연구 기관이 공동으로 개발한 잠수함용 리튬 이온 배터리 체계가 기술 성숙도 평가에 합격했다고 밝혔다. 새 배터리 체계가 실제 함정에 탑재 가능하다는 평가를 받은 것이다. 업계 관계자는 "국산 리튬 이온 배터리가 잠수함에 사용되는 것은 삼성SDI가 최초 사례"라며 "해수, 충격, 화재 등 극한 환경에서도 사용할 수 있는 안전성을 입증 받은 것"이라고 말했다.

## 같이 보기
- 한국형 초음속 대함미사일
- 한국형 수직발사장치
- 대한민국의 SLBM 개발 사업